# Pudivere (Väike-Maarja)
Pudivere – wieś w Estonii, w prowincji Virumaa Zachodnia, w gminie Väike-Maarja.